# Халаповка
Халаповка (бел. Халапаўка) — упразднённая деревня в Ворновском сельсовете Кормянского района Гомельской области Республики Беларусь. В связи с радиационным загрязнением после катастрофы на Чернобыльской АЭС жители были переселены в чистые места.

## География

### Расположение
В 8 км на юг от Кормы, в 57 км от железнодорожной станции Рогачёв (на линии Могилёв — Жлобин), в 102 км от Гомеля.

## Транспортная сеть
Транспортные связи по просёлочной, затем автомобильной дороге Корма — Чечерск. Планировка представляет хаотичную застройку деревянными строениями усадебного типа.

## История
Согласно письменным источникам известна с XIX века как селение в Кормянской волости Рогачёвского уезда Могилёвской губернии. В 1909 году 342 десятин земли, церковь, мельница. В 1930 году 2 деревни: Старая Халаповка и Новая Халаповка. В 1931 году жители вступили в колхоз. Согласно переписи 1959 года существовали деревни Старая Халаповка и Новая Халаповка. В 1960-е годы деревни объединены в деревню Халаповка. В 1962 году к деревне присоединён посёлок Ратник. Входила в состав колхоза «Рассвет» (центр — деревня Высокое).
1 марта 2012 года деревня упразднена.

## Население
- 1909 год — 57 дворов.
- 1959 год — в Старой Халаповке 84 жителя, в Новой Халаповке 64 жителя (согласно переписи).
- 1990-е — жители переселены.